# Liste von Sakralbauten in Grevenbroich
Die Liste von Sakralbauten in Grevenbroich enthält die Kirchengebäude, Kapellen und andere Sakralbauten in der Stadt Grevenbroich. Nicht aufgeführt sind Wegekreuze.

## Christentum

### Katholische Kirchen
| Abbildung       | Name                                             | Standort                                                 | Koordinaten                    | Bauzeit | Seelsorgebereich                                            | Anmerkungen |
| --------------- | ------------------------------------------------ | -------------------------------------------------------- | ------------------------------ | --- | ----------------------------------------------------------- | --- |
|                 | St. Clemens                                      | Kapellen Friedrichstraße 37, 41516 Grevenbroich          | 51° 7′ 31,7″ N, 6° 37′ 11,9″ O | 1836–1838, 1931 renoviert, 1956–1958 restauriert und erweitert, 1999 renoviert.                                                                      | Grevenbroich-Niedererft                                     | Seit 1984 unter Denkmalschutz. |
|                 | St. Cyriakus                                     | Neuenhausen Pastoratstraße 11, 41517 Grevenbroich        | 51° 4′ 13,9″ N, 6° 35′ 20,5″ O | 1885–1887 (Franz Schmitz, Köln) | Grevenbroich-Vollrather Höhe                                | Seit 1984 unter Denkmalschutz. Reste des Vorgängerbaus aus dem 13. Jh. wurden für den Neubau abgerissen.                                                                                       |
|                 | St. Georg                                        | Neu-Elfgen An St. Georg, 41515 Grevenbroich              | 51° 5′ 3,3″ N, 6° 34′ 10,7″ O  | 1983/84 | Grevenbroich-Elsbach/Erft                                   | Vorgängerkirche von 1789 wegen des Braunkohletagebaus abgerissen, deren Portal wurde in die Fassade der neuen Kirche eingebaut.                                                                |
|                 | St. Jakobus der Ältere                           | Neukirchen Jakobusplatz 10, 41516 Grevenbroich           | 51° 7′ 18,3″ N, 6° 41′ 2,1″ O  | vor 1080, 1703 Seitenschiffe, 1708 Chor ersetzt, 1844 Turm, Restaurierung 1995/96.                                                                   | Grevenbroich-Niedererft                                     | Seit 1984 unter Denkmalschutz. |
| Blick von Osten | St. Josef                                        | Südstadt An St. Josef 1, 41515 Grevenbroich              | 51° 4′ 49,3″ N, 6° 36′ 17,4″ O | 1957–59 (Gottfried Böhm, Köln), Fensterwand von Helmut Lang (1962).                                                                                  | Grevenbroich-Vollrather Höhe                                | Das Ensemble Pfarrzentrum, Kirche, Pfarrhaus, Bibliothek steht seit 2007 unter Denkmalschutz.                                                                                                  |
|                 | St. Lambertus                                    | Neurath An St. Lambertus 15, 41517 Grevenbroich          | 51° 2′ 21,2″ N, 6° 35′ 44″ O   | im 12. Jh., 1554 erweitert, 1743 Turm erhöht, 1904 Chor und Sakristei, 1929 Umbauten.                                                                | Grevenbroich-Vollrather Höhe                                | Seit 1984 unter Denkmalschutz. |
|                 | Kloster Langwaden                                | Langwaden Gut Langwaden, 41516 Grevenbroich              | 51° 7′ 1,9″ N, 6° 38′ 46″ O    | Ende 17. Jh. Kapelle und Kloster, Wirtschaftsgebäude 1743 und 1783, nach 1830 von Baron Nicolas-Joseph Maison zur Schlossanlage umgestaltet.         | Zisterzienserorden                                          | Seit 1985 unter Denkmalschutz. Das Kloster wurde um 1145 als Kloster für Prämonstratenserinnen gestiftet, die Kirche vermutlich um 1180 errichtet, im 14. / 15. Jh. erneuert, 1830 abgerissen. |
|                 | St. Mariä Geburt                                 | Noithausen Fröbelstraße 51, 41515 Grevenbroich           | 51° 6′ 21,1″ N, 6° 35′ 5,5″ O  | 1930 (Franz Rumpelhardt) | Grevenbroich-Elsbach/Erft                                   | Seit 1984 unter Denkmalschutz. 1368 Kapelle, 1797 Neubau. |
|                 | St. Mariä Himmelfahrt                            | Gustorf Marienplatz, 41517 Grevenbroich                  | 51° 4′ 16,9″ N, 6° 33′ 59,9″ O | 1874/76 (August Rincklake) | Grevenbroich-Elsbach/Erft                                   | Seit 1984 unter Denkmalschutz. Vorgängerkirche wohl aus der 1. Hälfte des 12. Jh. wurde wegen weitgehender Baufälligkeit 1872 niedergelegt.                                                    |
|                 | St. Martin                                       | Frimmersdorf An St. Martin 50, 41517 Grevenbroich        | 51° 2′ 38,4″ N, 6° 34′ 32,3″ O | 1765/66, Restaurierungen nach 1956, 1979, 1984. | Grevenbroich-Vollrather Höhe, bis 1802 Kloster Knechtsteden | Seit 1984 unter Denkmalschutz. Vorgängerkirche aus dem 12. Jh. wurde 1765/66 wegen Baufälligkeit abgerissen.                                                                                   |
|                 | St. Martinus                                     | Wevelinghoven Unterstraße 135, 41516 Grevenbroich        | 51° 6′ 35″ N, 6° 37′ 26,7″ O   | 1833/34, Umgestaltung von 1928/29 wurde bei Restaurierung 1970–1974 rückgängig gemacht, 1977 neue Sakristei.                                         | Grevenbroich-Niedererft                                     | Seit 1984 unter Denkmalschutz. Der romanische Vorgängerbau wurde wegen Baufälligkeit abgerissen.                                                                                               |
| Kirchturm       | St. Matthäus                                     | Allrath Matthäusplatz, 41515 Grevenbroich                | 51° 4′ 0,4″ N, 6° 37′ 38,6″ O  | 1965/67 (Ludger Kösters, Köln) unter Erhalt des alten Kirchturms                                                                                     | Grevenbroich-Vollrather Höhe                                | Kirchturm seit 1984 unter Denkmalschutz. Vorgängerbau von 1177, 1792 ersetzt. |
|                 | St. Mauri                                        | Hemmerden Kirchplatz 17, 41516 Grevenbroich              | 51° 7′ 26,1″ N, 6° 35′ 23,4″ O | 1927/28 | Grevenbroich-Niedererft                                     | Seit 1990 unter Denkmalschutz. 1290 erste Kirche, 1708 Turm, 1836/39 Neubau , 1927 durch Brandstiftung zerstört.                                                                               |
|                 | St. Nikolaus                                     | Barrenstein Wevelinghovener Str. 27a, 41515 Grevenbroich | 51° 4′ 36,9″ N, 6° 38′ 19″ O   | 1969 (Ludger Kösters, Köln) unter Einbezug der Vorgänger-Hofkapelle von 1495 (1842 erweitert, 1973 restauriert mit Abriss der Erweiterung von 1842). | Grevenbroich-Vollrather Höhe                                | Seit 1984 unter Denkmalschutz. |
|                 | St. Peter und Paul                               | Stadtmitte Am Markt, 41515 Grevenbroich                  | 51° 5′ 19,5″ N, 6° 35′ 24,8″ O | 1898–1902 (Franz Statz, Köln) mit dem ehemaligen Mönchschor als linkem Seitenschiff                                                                  | Grevenbroich-Elsbach/Erft                                   | 1299 Klosterkirche (Wilhelmiten), 15. Jh. Neubau als Pfarrkirche, seit 1628 zum Zisterzienserorden gehörend, Kloster 1822 abgerissen, Kirche ab 1828 wieder als Pfarrkirche                    |
|                 | St. Sebastian                                    | Hülchrath Sebastianusplatz 2, 41516 Grevenbroich         | 51° 7′ 28,8″ N, 6° 39′ 37,9″ O | 1911/12 (Wilhelm Sültenfuß und Paul Sültenfuß, Düsseldorf), 1968 restauriert, 1999 saniert.                                                          | Grevenbroich-Niedererft                                     | Seit 1984 unter Denkmalschutz. Vorgängerbau von 1735/37 jetzt als Pfarrheim und Gemeindezentrum genutzt.                                                                                       |
|                 | St. Stephanus                                    | Elsen Elsener Haus, 41515 Grevenbroich                   | 51° 5′ 27,3″ N, 6° 34′ 7,5″ O  | 1714/15, 1896/97 Erweiterungen, 1830 nach Brand wieder aufgebaut, 1885 neuer Turmhelm, Renovierungen 1930, 1949, 1965–1967, 1999–2003.               | Grevenbroich-Elsbach/Erft                                   | Seit 1990 unter Denkmalschutz. Ein Vorgängerbau wurde ca. 1180 errichtet, 1642 brannte die Kirche nieder, der Turm wurde Teil der neuen Kirche.                                                |
|                 | Kapelle St. Josef und Pfarrzentrum Wevelinghoven | Wevelinghoven Klosterweg 3, 41516 Grevenbroich           | 51° 6′ 34,4″ N, 6° 37′ 23,9″ O | 1698, Gebäudekomplex 1877 und später mehrfach verändert und erweitert                                                                                | Grevenbroich-Niedererft                                     | Seit 1985 unter Denkmalschutz. Ehemaliges Kloster, nach Brand 1698 wieder aufgebaut |

### Evangelische Kirchen
| Abbildung | Name                      | Standort                                           | Bauzeit                                                       | Anmerkungen                    |
| --------- | ------------------------- | -------------------------------------------------- | ------------------------------------------------------------- | ------------------------------ |
|           | Christuskirche            | Stadtmitte Hartmannweg, 41515 Grevenbroich         | 1958                                                          |                                |
|           | Johanneskirche            | Neurath Martin-Luther-Straße 1, 41517 Grevenbroich |                                                               |                                |
|           | Lukaskirche               | Orken Noithauser Straße 77, 41515 Grevenbroich     |                                                               |                                |
|           | Pfarrkirche Wevelinghoven | Wevelinghoven Hemmerdener Weg, 41516 Grevenbroich  | 1685, Vorbau und Turmspitze 1804, 1960/61 und 1985 renoviert. | Seit 1984 unter Denkmalschutz. |

### Evangelisch Freikirchliche Gemeinden
| Abbildung | Name            | Standort                          | Bauzeit                                                                                                 | Anmerkungen                                                  |
| --------- | --------------- | --------------------------------- | --- | ------------------------------------------------------------ |
|           | Erckens-Kapelle | Stadtmitte, im heutigen Stadtpark | 1888 (Hermann Otto Pflaume), gestiftet von Oskar Erckens, 1900 mit einer Empore erweitert, 1972 saniert | Freie Christengemeinde e. V., seit 1985 unter Denkmalschutz. |

## Islam
Es gibt in Grevenbroich folgende Moscheen und Gebetsräume:
| Abbildung | Name                              | Standort                             | Bauzeit | |
| --------- | --------------------------------- | ------------------------------------ | ------- | --- |
|           | Diyanet Zentralmoschee-Camii      | An der Moschee 1, 41515 Grevenbroich | 1978    | Türkisch Islamische Gemeinde zu Grevenbroich e.V. im Dachverband Türkisch-Islamische Union der Anstalt für Religion e.V . (DITIB) |
|           | Islamisches Kulturzentrum - Camii | Bahnstraße 27, 41515 Grevenbroich    |         | Integrations- und Bildungsverein in Grevenbroich e.V., Mitglied im Verband der Islamischen Kulturzentren e. V. (VIKZ)             |

## Judentum
| Abbildung | Name                             | Standort                                                                                  | Bauzeit | Anmerkungen |
| --------- | -------------------------------- | ----------------------------------------------------------------------------------------- | --- | --- |
|           | ehemalige Synagoge Hemmerden     | Hemmerden Mauristraße 6, 41515 Grevenbroich                                               | 1859 (erstes Bethaus 1787), 1938 verwüstet                                                                 | In Privatbesitz. Seit 1986 unter Denkmalschutz. |
|           | ehemalige Synagoge Hülchrath     | Hülchrath Broichstraße 16, 41515 Grevenbroich                                             | 1875/76 | Seit 1933 in Privatbesitz, Anfang der 1990er Jahre restauriert. Seit 1984 unter Denkmalschutz.                                                                           |
|           | Jüdischer Friedhof               | Stadtmitte Jakob-Dickers-Weg (hinter der heutigen Friedhofsgärtnerei), 41515 Grevenbroich | 1827, letzte Bestattung 1940                                                                               | Steht seit 1990 unter Denkmalschutz. Vorher gab es einen Friedhof vor der Stadtumwallung am Ende des Ostwalls nahe dem Feldtor.                                          |
|           | Jüdischer Friedhof Hemmerden     | Hemmerdener Straße (L71) zwischen Hemmerden und Bedburdyck                                | 1827, letzte Bestattung 1998                                                                               | Steht seit 1990 unter Denkmalschutz. Grundstück ist Geschenk des Fürsten Josef von Dyck.                                                                                 |
|           | Jüdischer Friedhof Hülchrath     | Hülchrath Am Obbspäddsche, 41516 Grevenbroich                                             | 1900, letzte Bestattung 1938 (Vorher gab es von ca. 1810 bis 1938 einen Friedhof im Osten der Wallanlage.) | 15 Grabsteine. Seit 1990 unter Denkmalschutz. |
|           | Jüdischer Friedhof Wevelinghoven | Wevelinghoven Zehntstraße (L71) / L361, 41516 Wevelinghoven                               | 1868, letzte Bestattung 1932.                                                                              | Etwa 20 Grabsteine. Steht seit 1990 unter Denkmalschutz. Vorher gab es bis 1928 einen jüdischen Friedhof hinter dem Haus Oberstraße 3, der vor 1800 angelegt worden war. |